# На брата брат
На брата брат – історичний роман українського письменника Юрія Мушкетика, «у якому чи не вперше у вітчизняній літературі» об’єктивно відображена постать гетьмана Івана Виговського. Цей твір автор вважав одним з найкращих у своєму творчому доробку.

## Тема твору
Темою роману є події, що відбувалися в Україні у період правління гетьмана Івана Виговського (1657-1659 р.р.).

## Ідея
Головна ідея твору – необхідність єдності суспільства.

## Проблематика
Основою проблемою, висвітленою у романі є розбрат українського суспільства, що зрештою призвів до поразки та унеможливив створення незалежної української держави.

## Основні діючи особи
- Іван Виговський – гетьман;

- Іван Богун – український військовий та державний діяч;

- Юрій Немирич – український державний діяч, автор Гадяцької угоди;

- Мартин Пушкар – полтавський полковник, очільник повстання проти  І. Виговського;

- Яків Барабаш – кошовий отаман Запорізької Січи; один з організаторів повстання проти І. Виговського;

- Матвій Журавка – козак, учасник Хмельниччини, брат Супруна, прихильник І. Виговського;

- Супрун Журавка – козак; учасник Хмельниччини, брат Матвія; прихильник М. Пушкаря;

- Сидір – вихованець Матвія Журавки.

## Сюжет
Дія роману відбувається у другій половині XVII століття. Після смерті Богдана Хмельницького гетьманом було проголошено його сина Юрія, а невдовзі – Івана Виговського, в канцелярії якого служить Матвій Журавка.
Свого часу він із своїм братом Супруном був на Січі, брав участь у походах запорожців. Під час Визвольної війни воював під проводом Б. Хмельницького.
На відміну від брата, Матвій –  добрий господар, має невеликий маєток. Але з часом це викликає все більше невдоволення Супруна, який вважає себе обділеним та жадає зміни влади.
Зважаючи на підступність Москви, постійні порушення Переяславської угоди, І. Виговський, за підтримки частини козацької старшини, веде перемовини із урядовцями Речі Посполитої. Врешті-решт, у Гадячі представники обох сторін доходять до згоди щодо утворення федерації, де існуватимуть Королівство Польща, Велике Князівство Литовське та Князівство Руське (Гетьманщина), як рівні держави.
Але не все козацтво підтримує І. Виговського. Полтавський полковник Мартин Пушкар вступає у змову із запорожцями та Москвою і розпочинає братовбивчу війну. Серед тих, хто підтримує М. Пушкаря брат Матвія, Супрун.
До напружених відносин із братом додаються більш напружені відносини із вихованцем Сидіром, якого Матвій дитиною визволив з татарського полону. Як з’ясовується в подальшому, Сидір ненавидіть Матвія за його вдачу.
Після поразки бунтівного полковника Супрун переховується, в чому йому допомагає Матвій, змушений обирати між долгом та родинним зв’язком. 
Сидір, погрожує Матвію викрити його допомогу братові. Та за збігом обставин вони обидва опиняються в одному з гетьманських загонів і беруть участь у битві під Конотопом. В цій битві гине Супрун. 
Після перемоги І. Виговський розпускає військо і Матвій повертається до свого господарства. Неприємною новиною для нього є те, що Сидір відтепер – його новий сусід.
В цей час серед старшини та козаків, підбурюваних Москвою, поширюється невдоволення гетьманом. Задля зняття напруги, І. Виговський скликає нову раду, але вона проходить невдало для нього. Після виниклої суперечки у бік гетьмана з натовпу лунають постріли та він із вірними козаками залишає раду.
Все це спостерігає Матвій. Він бачить як від'їжджає гетьман, бачить погоню, яка вирушила за ним та прямує на допомогу. У шабельному двобої Матвій несподівано для себе сходиться із Сидіром. Матвій перемагає, але Сидір встигає видати його ворогам. 

## Сприйняття
За словами українського поета Івана Кирпеля, роман «На брата брат»… – це і гіркий символ, і гірка метафора, які переслідують нас не одне століття. Бо на брата брат –  це і сімейна трагедія; на брата брат – це і національна трагедія; на брата брат – це і всеслов’янська трагедія. 
Ця «книга…чиста, як сльоза, і як сльоза, тремтливо чутлива».